# Heidi Widmer
Heidi Widmer (* 28. Februar 1991 in Banff) ist eine ehemalige Schweizer und kanadische Skilangläuferin. Philip Widmer ist der ältere Bruder von Heidi Widmer.

## Werdegang
Widmer nahm von 2007 bis 2015 vorwiegend am Nor-Am Cup teil. Dabei holte sie sechs Siege und errang in der Saison 2013/14 den zweiten Platz in der Gesamtwertung. Ihr erstes Weltcuprennen lief sie im Januar 2008 in Canmore, das sie auf dem 55. Platz im Sprint beendete. Bei den kanadischen Skilanglaufmeisterschaften 2013 holte sie zweimal Bronze. Ihr bestes Resultat bei den Olympischen Winterspielen 2014 in Sotschi war der 43. Platz im Sprint. Bei den kanadischen Skilanglaufmeisterschaften 2014 gewann sie Gold über 10 km Freistil. Ab der Saison 2015/16 startete sie für die Schweiz. Zu Beginn der Saison 2015/16 holte sie in Davos mit dem 30. Platz im Sprint ihren ersten Weltcuppunkt. Im Januar 2016 kam sie im Weltcup in Planica mit dem 29. Platz im Sprint erneut in die Punkteränge und erreichte damit ihr bestes Ergebnis im Weltcupeinzel. Letztmals im Weltcup startete sie im Dezember 2017 in Davos, wobei sie den 42. Platz im Sprint errang.

## Siege bei Continental-Cup-Rennen
| Nr. | Datum            | Ort            | Disziplin       | Serie      |
| --- | ---------------- | -------------- | --------------- | ---------- |
| 1.  | 14. Januar 2012  | Whistler       | Sprint Freistil | Nor-Am Cup |
| 2.  | 22. Februar 2013 | Grande Prairie | Sprint Freistil | Nor-Am Cup |
| 3.  | 7. Dezember 2013 | Vernon         | 10 km Freistil  | Nor-Am Cup |
| 4.  | 11. Januar 2014  | Canmore        | Sprint Freistil | Nor-Am Cup |
| 5.  | 18. März 2014    | Corner Brook   | 10 km Freistil  | Nor-Am Cup |
| 6.  | 30. Januar 2015  | Cantley        | Sprint Freistil | Nor-Am Cup |